# Ландісвіль (Берн)
Ландісвіль (нім. Landiswil) — громада  в Швейцарії в кантоні Берн, адміністративний округ Берн-Міттельланд.

## Географія
Громада розташована на відстані близько 18 км на схід від Берна.
Ландісвіль має площу 10,3 км², з яких на 4,9% дозволяється будівництво (житлове та будівництво доріг), 62,5% використовуються в сільськогосподарських цілях, 32,4% зайнято лісами, 0,3% не є продуктивними (річки, льодовики або гори).

## Демографія
2019 року в громаді мешкало 607 осіб (-3,2% порівняно з 2010 роком), іноземців було 1,6%. Густота населення становила 59 осіб/км².
За віковим діапазоном населення розподілялося таким чином: 20,9% — особи молодші 20 років, 55,4% — особи у віці 20—64 років, 23,7% — особи у віці 65 років та старші. Було 253 помешкань (у середньому 2,4 особи в помешканні).
Із загальної кількості 292 працюючих 159 було зайнятих в первинному секторі, 41 — в обробній промисловості, 92 — в галузі послуг.